# Médina de Kairouan
Pour les articles homonymes, voir Médina.
La médina de Kairouan est une médina tunisienne, centre historique de la ville de Kairouan, inscrite depuis le 9 décembre 1988 au patrimoine mondial de l'Unesco,.
Première ville arabe d'Afrique du Nord, la médina de Kairouan fondée par Oqba Ibn Nafi al-Fihri a été un important centre islamique de l'Afrique du Nord musulmane, l'Ifriqiya. Elle est souvent désignée comme la quatrième ville sainte (ou sacrée) de l'islam et la première ville sainte du Maghreb.

## Architecture

### Remparts
Les premiers remparts de Kairouan, percés de six portes, sont élevés en 762 sous le règne du calife abbasside Al-Mansur. Les remparts kairouanais constituent un bon exemple de fortifications adaptées aux techniques de défenses militaires, tout en gardant les caractéristiques des murailles ifriqiyennes médiévales.

### Monuments
- La grande mosquée de Kairouan, aussi appelée mosquée Sidi Oqba, reste de nos jours l'emblème de la médina et constitue le plus ancien et le plus prestigieux monument islamique de Tunisie et du Maghreb[6].
- La mosquée des Trois Portes, située entre le marché aux laines et le rempart sud, était appelée à l'origine mosquée de Mohammed ibn Khairun par les historiens locaux et les récits de voyageurs[7]. Elle doit à sa façade décorative d'être considérée comme l'un des plus beaux spécimens de l'architecture islamique.
- Le mausolée Sidi Abid el Ghariani est une ancienne zaouïa élevée durant la seconde moitié du XIVe siècle puis agrandie et embellie au XVIIe siècle ; le monument se distingue par sa décoration raffinée mêlant céramiques, plâtre finement ciselé et plafonds en bois peint et sculpté.
- Le mausolée Sidi Amor Abbada, construit vers 1872, est un édifice abritant le tombeau d'un célèbre marabout du XIXe siècle. Le bâtiment est remarquable à l'extérieur grâce à un ensemble de six coupoles côtelées.

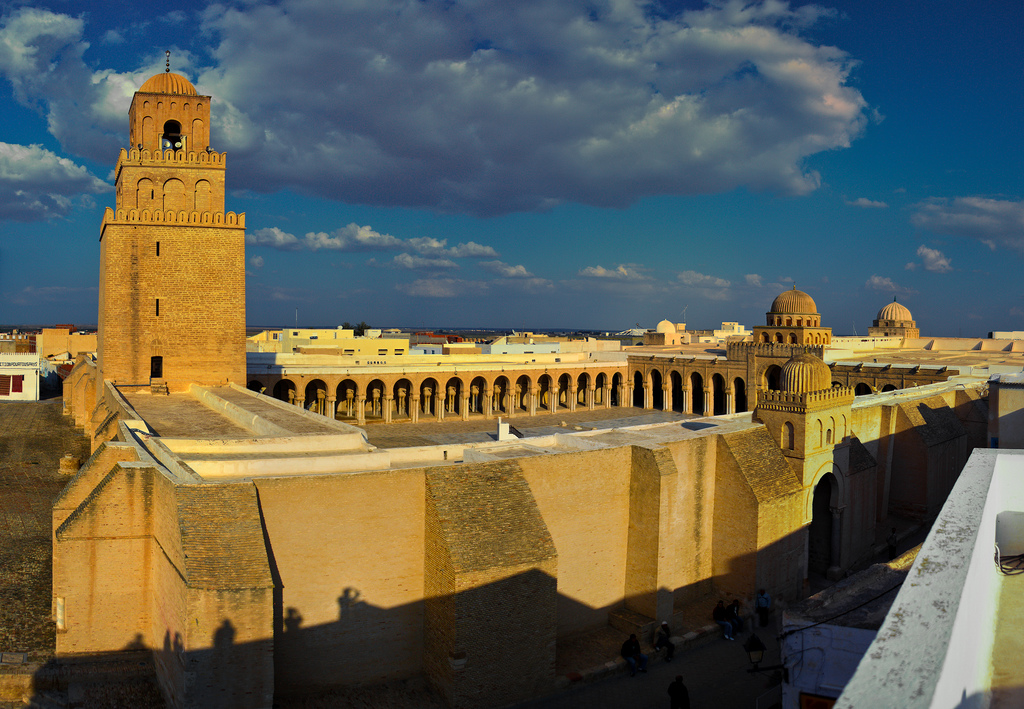
Vue panoramique de la mosquée, en fin d'après-midi, depuis une terrasse de la médina.
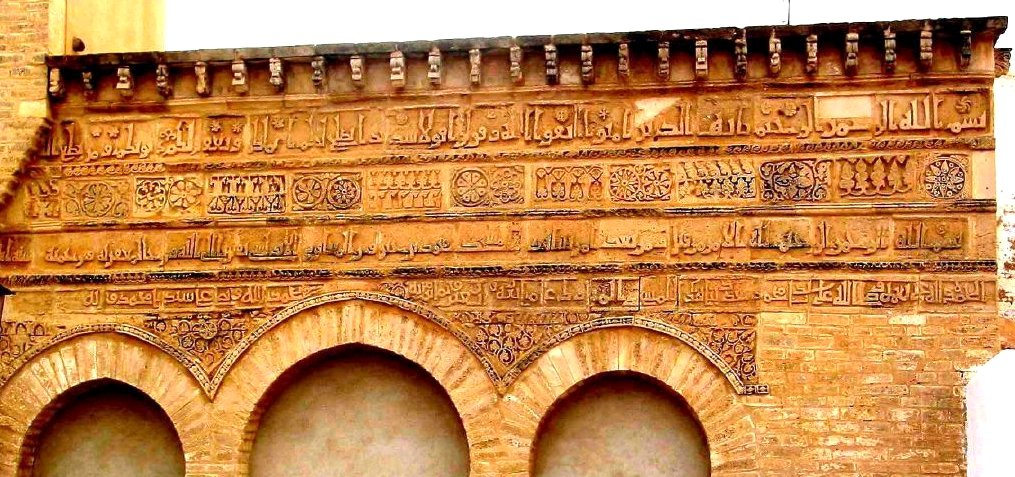
Vue générale du décor sculpté de la façade de la mosquée des Trois Portes.
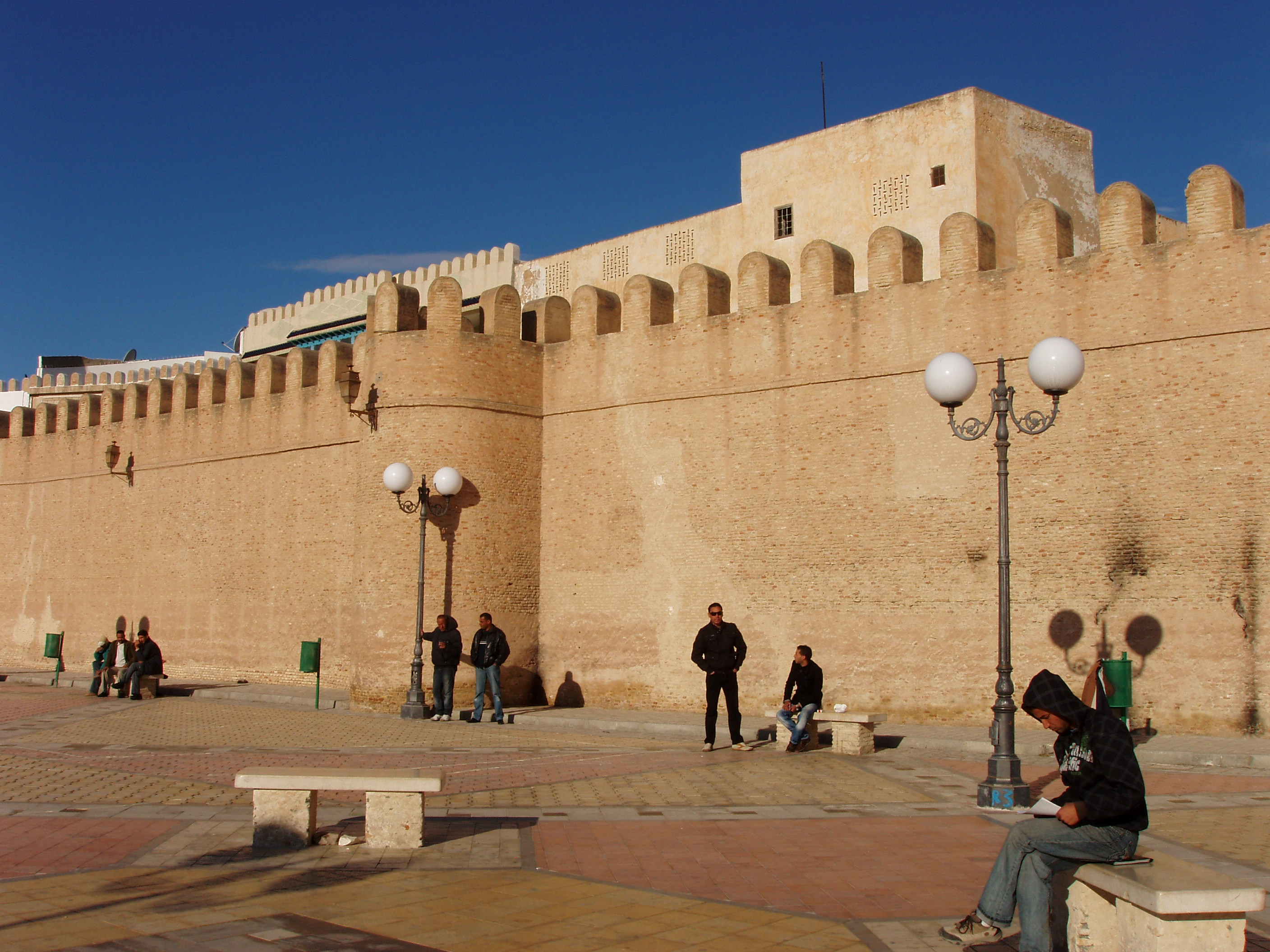
Vue d'une partie des remparts de Kairouan.
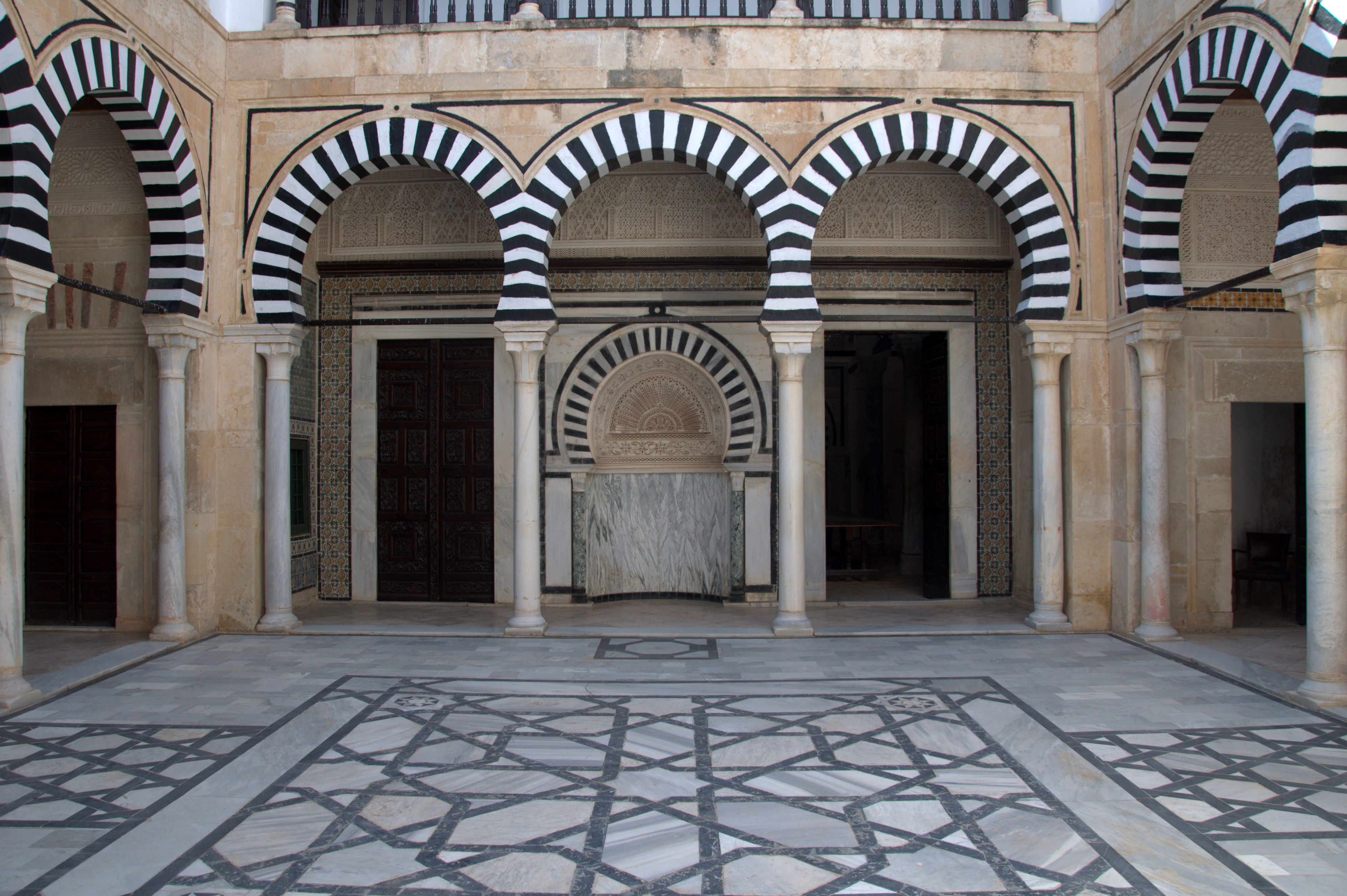
Vue de la cour principale du mausolée Sidi Abid el Ghariani.
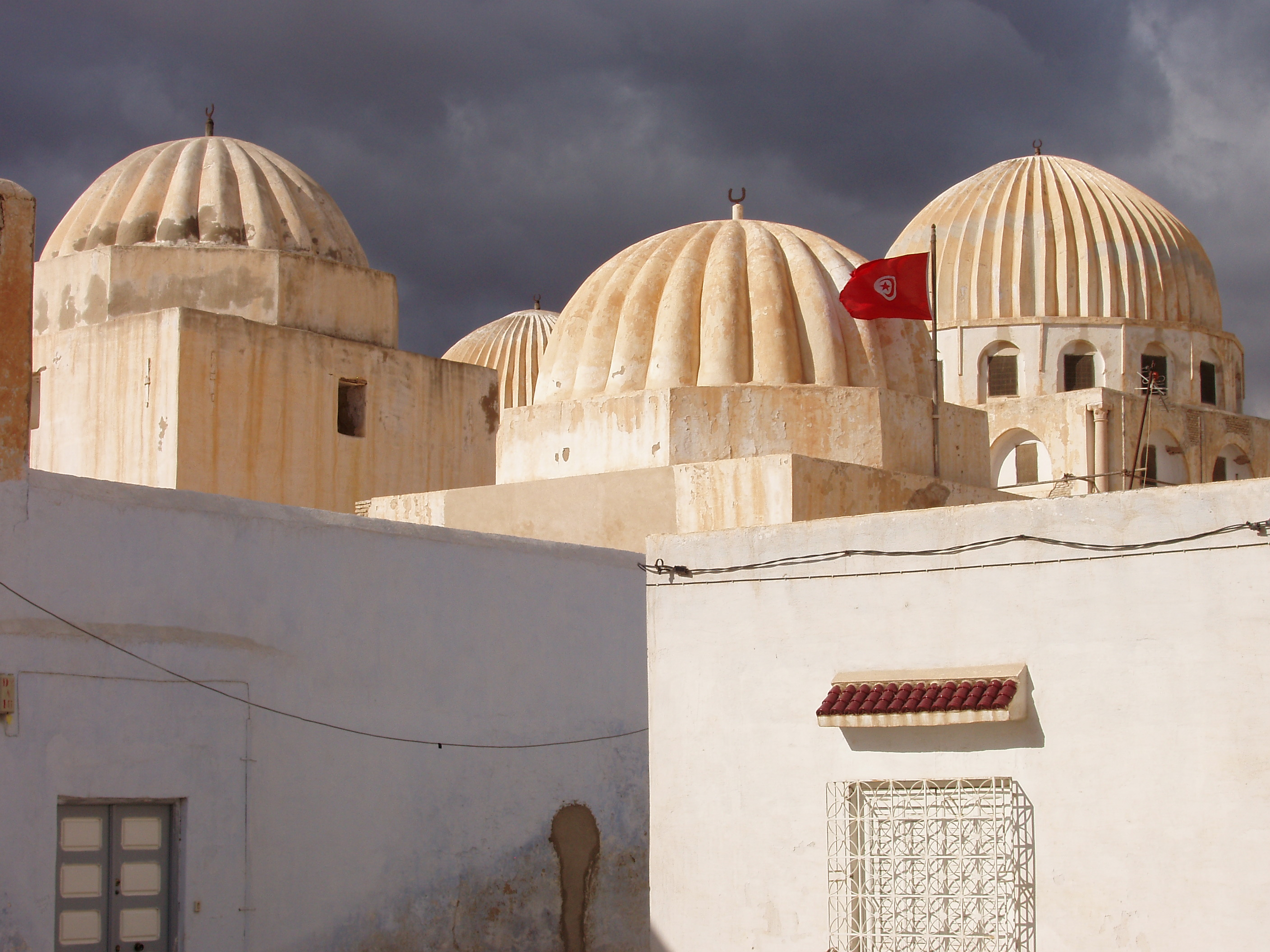
Coupoles du mausolée Sidi Amor Abbada.
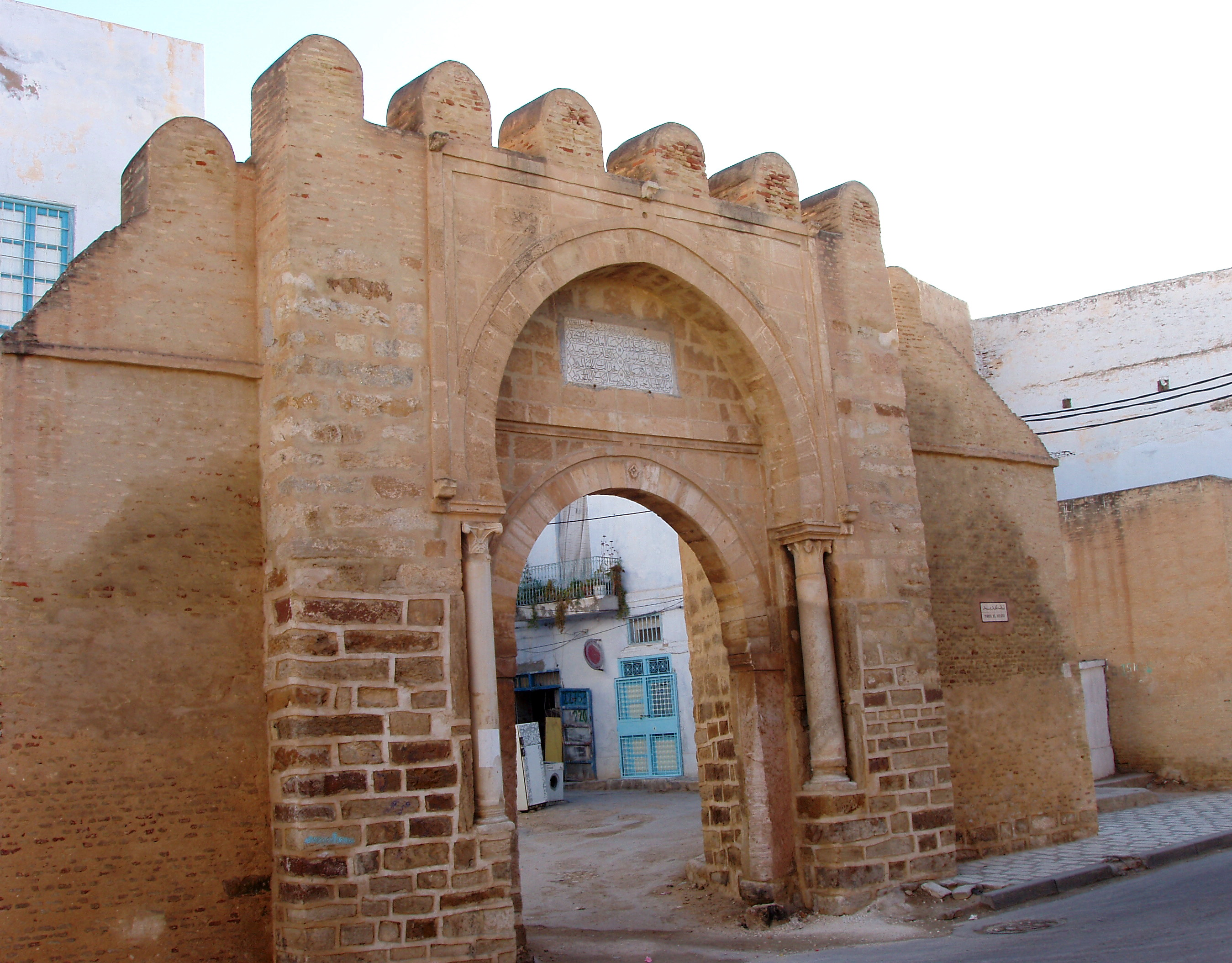
Vue de Bab Djedid, l'une des portes de la médina.

- Le Dar Abderrahman Zarrouk est un palais situé dans le quartier historique de Houmet Jamaa et qui abrite un restaurant depuis 2013 ; il est acquis par un dignitaire du makhzen, le caïd Abderrahmane Zarrouk, en 1886[8].